# Sara Gruen
Sara Gruen (Vancouver, 1969) è una scrittrice canadese naturalizzata statunitense.

## Opere
- Riding Lesson, 2004
- Flying Changes, 2005
- Water for Elephants,2006 - Acqua agli elefanti (ISBN 1-56512-499-5 )
- Ape House, 2010